# گلادیس الفیک

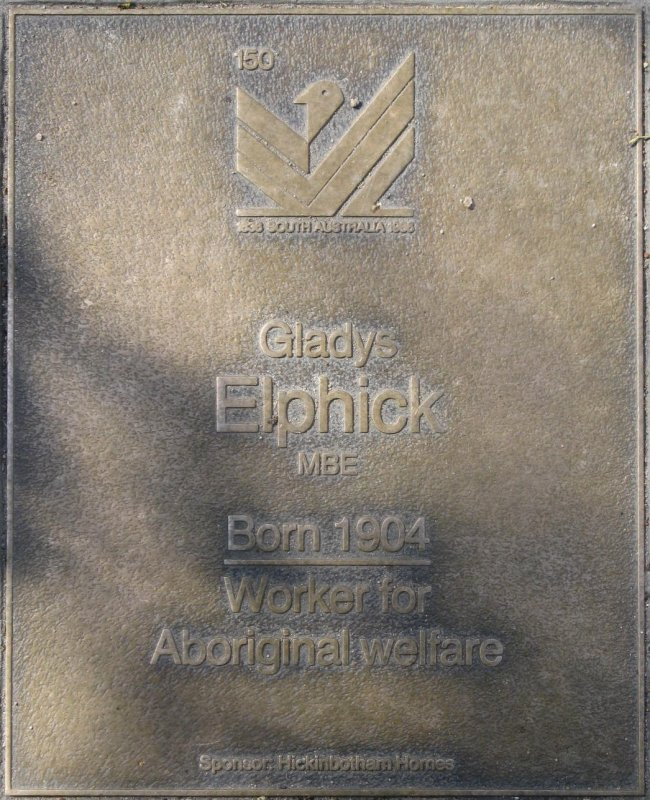
پلاک مخصوص پیاده‌روی ژوبیل ۱۵۰ برای بزرگداشت گلادیس الفیک

گلادیس الفیک (انگلیسی: Gladys Elphick؛ زاده ۲۷ اوت ۱۹۰۴ – درگذشت ۱۹ ژانویهٔ ۱۹۸۸) یک زن از بومیان استرالیا و از تبار کارونا (Kaurna) و ناکادجوری (Ngadjuri) بود که به عنوان رئیس و مؤسس شورای زنان بومی استرالیای جنوبی شناخته شده‌است. شورای بومیان استرالیای جنوبی در سال ۱۹۷۳ تأسیس شد. او با نام «عمه گلاد» در جامعه شناخته شده بود.

## جوایز و افتخارات
گلادیس الفیک در سال ۱۹۷۱ به دلیل خدمت به جامعه بومی، به عنوان عضو نشان امپراتوری بریتانیا (MBE) منصوب شد.
در سال ۱۹۸۴، در طول هفته ملی بومیان، او در سال ۱۹۸۴ به عنوان چهره برتر بومیان سال استرالیا معرفی شد.
پلاک افتخاری گلادیس الفیک و کار او در پیاده‌روی ژوبلی نصب شده‌است. مجموعه ای از ۱۵۰ پلاک برنزی که در پیاده‌رو خیابان تراس شمالی قرار گرفته‌است.
به افتخار وی از سال ۲۰۰۳ توسط کمیته بین‌المللی روز زن (استرالیا جنوبی) جایزه‌ای به نام او نامگذاری شده‌است. جایزه گلادیس الفیک به زنان بومیان استرالیا تعلق می‌کند که برای پیشبرد وضعیت افراد بومی کار می‌کنند و نقش برجسته دریافت کننده را تصدیق می‌کند.
یکی از پارک‌های غربی آدلاید به افتخار وی پارک گلادیس الفیک نامگذاری شده‌است.
یک گوگل دودل که در تاریخ ۲۷ اوت ۲۰۱۹ منتشر شد، به بزرگداشت او اختصاص داده شده‌است.